# دومينيك جونسون
دومينيك جونسون (بالإنجليزية: Dominique Johnson)‏ مواليد 9 يونيو 1987، هو لاعب كرة سلة أمريكي. بدأ مسيرته الاحترافية في سنة 2010. يلعب مع بالاكانسترو فاريزي. يحمل الرقم 0. يبلغ طوله 6 قدم 5 بوصة (2.0 م).

## المسيرة الاحترافية
لعب مع كانتون شارج في سنة 2013، ثم لعب مع ألبا برلين في الدوري الألماني في سنة 2016، ثم لعب مع بالاكانسترو فاريزي في الدوري الإيطالي في سنة 2016.

## روابط خارجية
- دومينيك جونسون على موقع الدوري الأوروبي لكرة السلة (الإنجليزية)
- دومينيك جونسون على موقع كرة السلة الأوروبية.كوم (الإنجليزية)
- دومينيك جونسون على موقع ريلجم (الإنجليزية)
- دومينيك جونسون على موقع بروبوليرز (الإنجليزية)
- دومينيك جونسون على موقع سبورتس رفرنس (الإنجليزية)
- دومينيك جونسون على موقع سبورتس رفرنس (الإنجليزية)